# Albino Abico
Albino Abico (Milano, 24 novembre 1919 – Milano, 28 agosto 1944) è stato un partigiano italiano comunista. Fucilato, è stato insignito di Medaglia d'argento al valor militare alla memoria.

## Biografia
Nato nel 1919 in una famiglia antifascista lavora come operaio fonditore e comincia fin da giovanissimo ad opporsi al Regime fascista attraverso la diffusione di stampa clandestina. Chiamato alle armi partecipa alla campagna di Russia svolgendo principalmente il ruolo di autista di ambulanza.
Rientrato in patria, dopo l'8 settembre 1943 partecipa attivamente alla Resistenza. Risulta tra gli animatori di un gruppo di giovani che si ritrova clandestinamente in una cascina di Assiano di proprietà dell'anarchico Maurizio Del Sale, costituendo il cosiddetto gruppo di Assiano. Il 25 luglio 1944 il gruppo compie una clamorosa azione armata in pieno giorno; una quarantina di giovani invade Baggio costringendo alla fuga il presidio fascista, anche un primo tentativo di contrattacco viene respinto. Il ritorno in forze dei tedeschi obbliga buona parte del gruppo a partire "per la Valdossola, la Val Grande, l'Oltrepò".
Insieme a Maurizio Del Sale, Giovanni Alippi e Bruno Clapiz costituisce il GAP (secondo altre fonti il battaglione) Mendel, in collegamento con le Brigate Garibaldi. La formazione viene definita "anarchica" dalle fonti comuniste anche se in realtà ha una composizione eterogenea (Abico è comunista, libertari sono Del Sale e Alippi). Tra le azioni più clamorose il colpo alla caserma di piazzale Brescia: travestiti con le divise della Marina militare si impossessano di un camion carico di armi e munizioni e riescono poi a portarlo in Val d'Ossola e l'azione dimostrativa compiuta in pieno giorno l'8 agosto 1944. Galvanizzati dalla notizia della Liberazione di Firenze attraversano in auto Milano dalla stazione di porta Genova a Corso Buenos Aires "lanciando dai finestrini l'edizione straordinaria dell'Unità e manifestini inneggianti la liberazione di Firenze".

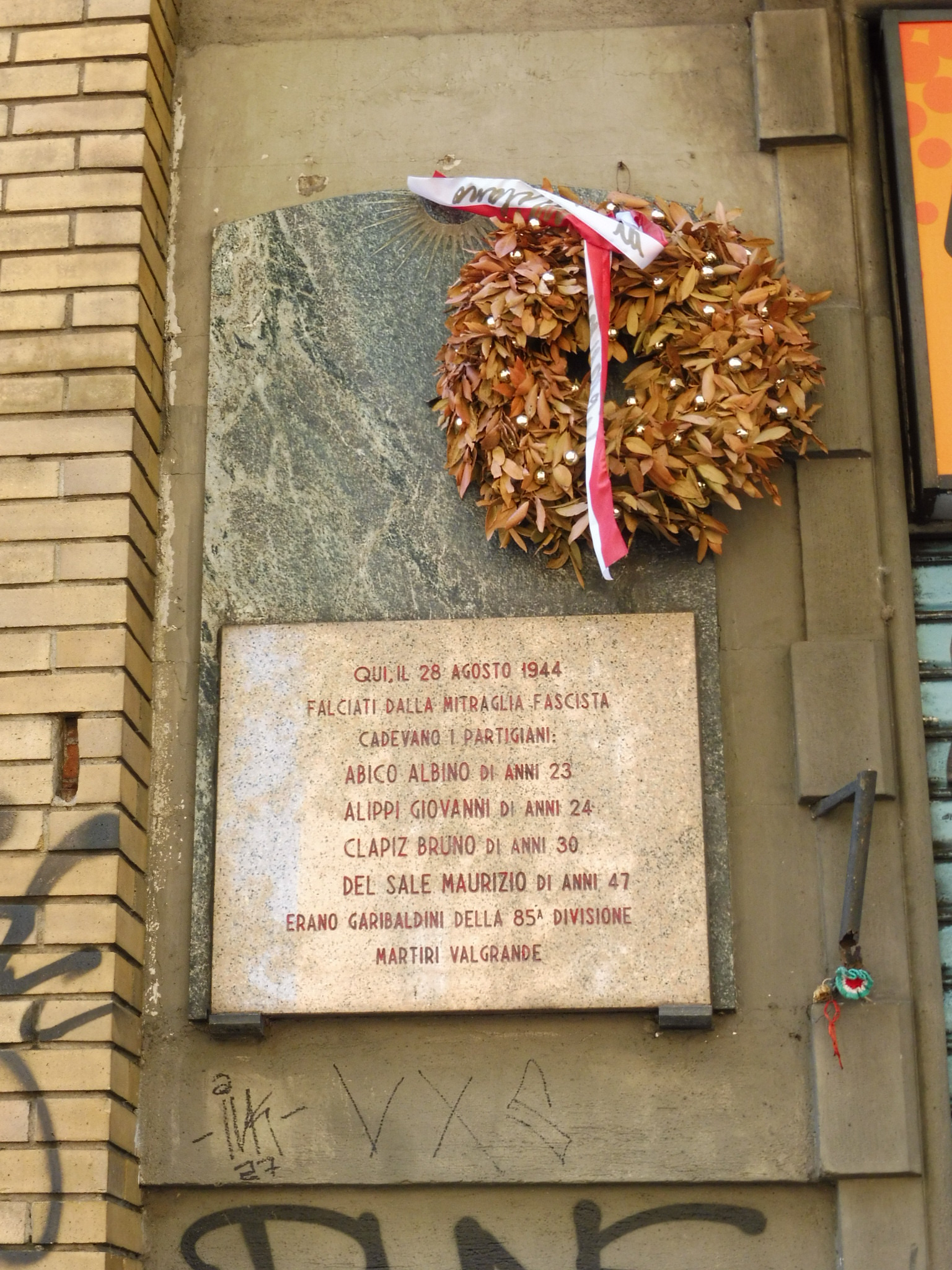
La lapide in memoria di Abico, Alippi, Clapiz e Del Sale sul luogo della fucilazione in viale Tibaldi 26

Il 28 agosto 1944 viene arrestato da militi della Muti in una trattoria di viale Tibaldi dove si trova insieme a Del Sale, Alippi e Clapiz. Dopo interrogatori e torture i quattro vengono ricondotti in viale Tibaldi e fucilati. Una lapide ne ricorda l'esecuzione.
La sua ultima lettera è inserita nella raccolta Ultime lettere di condannati a morte e di deportati della Resistenza Italiana.